# Santiago de Cao
Santiago de Cao es una localidad peruana, capital del distrito de Santiago de Cao ubicado en la provincia de Ascope, departamento de La Libertad. Esta localidad de la costa norte peruana se encuentra a unos 30 kilómetros al noroeste de la ciudad de Trujillo.

## Historia
Fue fundada como Villa de Santiago de Cao. El aniversario de fundación se realiza en el mes de julio de cada año.